# スペースノイドとアースノイド
スペースノイドとアースノイドは、アニメ『ガンダムシリーズ』に登場する架空の地域の居住者に対する呼称。

## 概要
宇宙世紀の世界観を持つ『ガンダムシリーズ』において、スペースコロニーに移住した宇宙居住者はスペースノイド、対して地球居住者はアースノイドと呼称される。また、月面居住者はルナリアン、木星コロニー居住者（木星帰り）はジュピトリアンと呼称されることもあるが、作品中ではスペースノイドの一部とみなされることが多い。
宇宙のスペースコロニーへの移民の初期は、スペースコロニーの維持の為にコロニー開発に関わった技術者や科学者、または高度の専門的知識をもった行政官・高級官僚といったテクノクラート達が優先的に選ばれているが、その後は専門的知識を持たない者でも半ば強制的に移民が行われ、望んで地球に残留できたのは主に地球連邦政府にコネを持つ政府関係者や富豪といった人々で、宇宙に比べ安定した環境である地球に居住できる彼等はいわゆる特権階級であった。その結果、アースノイドの一部には、『機動戦士ガンダム0083 STARDUST MEMORY』のベルナルド・モンシアや『機動戦士Ζガンダム』のブラン・ブルタークなどのようにスペースノイドを見下して「宇宙人」と蔑む者もいる。しかし、前述の特権階級を除けば、地球に住んでいると言っても農業を始めとした一次産業従事者や文明社会から外れた環境に部族単位で生きる人々、さらには戦争で降りてきてそのまま住み着いてしまった不法居住者、逆に犯罪を犯して宇宙から逃げてきたものなど、恵まれている訳ではない者も多く、そんな彼らは戦争の繰り返しによって悪化している環境汚染や異常気象の被害者ともなっている。
強制移住させられた上に蔑まれたスペースノイドは、当然アースノイドに対し潜在的な反発心を抱き、反抗と弾圧、そして更なる反抗という悪循環の火種となっていった。特に、ジオン・ズム・ダイクンの提唱した「人の革新」が忘れられ、ギレン・ザビの提唱した「優良種たるジオン国民による人類の管理運営」が一年戦争の敗北で潰えた後では、何らかの理想・大義に基づいての抵抗が行なわれるのではなく、「連邦政府への反抗・反発を行い続ける事そのもの」が理想・大義・美徳と見なされるという本末転倒が生じていた。

## スペースノイドの特徴
スペースコロニーは人工の建造物であり、内部は地球そのままの自然ではない、整理された自然でもある。そこを主な生活の場としてきたスペースノイドは、やはり地球とは違う環境で育つためか、アースノイドから見れば物事の感じ方などが変化してきている。
- 地球の重力の1Gに対してコロニーにかかる擬似重力が約0.8Gであることから、スペースノイドが地球に来た時は、体にかかる重力がいつもより重いと感じる事が多い（劇中ではしばしば、スペースノイドがアースノイドを「重力に魂を引かれた人々」等と蔑視する描写が見られる）。
- 小説版『機動戦士ガンダム』では、（特にサイド3は）精密機器の塊と言えるコロニー内に昆虫が入り込む事に厳格で、コロニー内に虫はあまり見られないらしく、サイド7に潜入したジーンが、蜘蛛の巣に非常に興味を持つくだりがある。また、TV版『機動戦士ガンダム』では、虫に刺された若手兵士クワランが「虫のいない清潔なコロニーに帰りたい」と発言している。
- スペースノイドには地球上が埃っぽく感じるようで、クロノクル・アシャーはそれを気にして目と耳以外をほぼ覆うマスクを愛用していた。このように0150年代以降になると、宇宙で育ったスペースノイドは細菌類に対して免疫が無いから生存は出来ないと考えている者も多くなり、スペースノイドが地球に降りるに際には各種予防接種が義務化されている（『クロスボーン・ガンダムDust』）。
- 雷を新型兵器と勘違いしたりもした（『機動戦士ガンダム』）。
- コロニー維持の為に高度な科学技術の習得が半ば義務化されており、ジュドー・アーシタといった半ばスラム化したコロニーに住んでいる少年少女達ですらも、自動車やプチモビ、モビルスーツを操縦する技術を身に付けている（『機動戦士ガンダムΖΖ』）[1]。
- コロニー内に棲む動物は住民が地球から持ち込んだ犬や猫等の小動物が大半で、大型の動物はほとんど見られなかったことから、地球に下りたトビア・アロナクスが鹿に驚くシーンも描かれている（『機動戦士クロスボーン・ガンダム』）。
- 『機動戦士Vガンダム』において、太陽発電衛星ハイランドで暮らしてきたエリシャとマルチナが地球に降りた際に、草の匂いを異臭と感じ「オイルの匂いのほうが安らぐ」という趣旨の発言をする。
- スペースコロニーの環境は人工的なものであるが故に、空気がインフラストラクチャーに含まれている。その料金は単位体積当たりで決められて、取立てが電気同様に税金以上に厳しいとぼやくジュドーの姿が合ったりする（『機動戦士ガンダムΖΖ』）。

## 設定の発祥
- 第一作『機動戦士ガンダム』（1979）では、まだこれらの語は用いられず、『機動戦士Ζガンダム』（1985）から。その後、映像やゲームなどの後発の作品において一年戦争当時から用いられていたことにされた。
- なお『機動戦士ガンダムF91』（1991）、『機動戦士Vガンダム』（1993）など、作中における後の時代（宇宙世紀120年代以降）においてはコスモ貴族主義・マリア主義などに取って代わられ、思想概念としては用いられなくなっている。これは連邦の形骸化・空洞化によって「スペースノイドの独立」がうやむやのうちに認められたことにより連邦政府という共通の敵を失った結果、スペースノイドの団結という大義と理想もまた失われたからだと思われる（実際、これらの時代においてはスペースノイド同士の紛争が激化しており、「宇宙戦国時代」と呼ばれる混乱状態に陥っている。紛争に巻き込まれたコロニー側が連邦政府に介入や対応を要求しても連邦側が無視するという事態に陥っている）。
- この世界設定の変化は、冷戦構造下での二極対立が終焉した後、アメリカやそれ以外の資本主義国同士の利害対立が表面化し、西側諸国の団結と自由の保持という理想の喪失および、旧ソヴィエト連邦や東欧といった東側諸国でそれまでの体制が弱体化・崩壊していく中で、民族紛争が頻発していった時代(1990年代以降)を反映している。
- また、上記の宇宙世紀120年代以降の時代において、スペースノイドの新世代たちが地球を故郷と思わなくなり、またアースノイド自体も同年代までにおける技術発展によるコロニー居住・維持の快適化や地球連邦政府中枢が宇宙へと移行した事で大半が宇宙へと上がり地球居住者自体が激減した事などによって、良くも悪くも双方が地球へのこだわりを失ったことも大きい（それらの事例が起こった後の宇宙世紀150年代における『機動戦士Vガンダム』中においては、アースノイドとスペースノイドの差異や対立はほとんど描写されない）。